# Lone Star Brewing Company
Die Lone Star Brewing Company war eine US-amerikanische Brauerei in San Antonio.

## Geschichte
Die Geschichte der Lone Star Brauerei kann in zwei Phasen getrennt werden. In der ersten Phase von 1884–1918 wurde die erste Lone Star Brewing Company durch Adolphus Busch gegründet und geleitet, in der zweiten Phase von 1940–1996 wurde der Name nach Übernahme der Markenrechte einer anderen Brauerei auferlegt.

### Gründung der ersten Lone Star Brauerei bis zur Prohibition
Die erste Brauerei mit dem Namen Lone Star wurde 1884 durch den Biermagnaten Adolphus Busch und einigen Geschäftsleuten aus San Antonio an der Jones Avenue gegründet. Neben dieser Brauerei unterhielt Busch zwei weitere Brauereien in Texas: American Brewing Company (Houston, 1893–1918) und die Texas Brewing Company (Fort Worth, 1890–1918). Alle drei Brauereien agierten jedoch unabhängig von Buschs Hauptgeschäft Anheuser-Busch, Inc.
1895 wurde die 1874 gegründete Alamo Brewing Company akquiriert und der Lone Star Brewery einverleibt. Busch vermarktete sein Bier unter dem Namen „Alamo Beer“, in Anspielung auf das patriotische Symbol des Fort Alamo. Busch hatte durch seine unternehmerische Erfahrung schnell Erfolg: Alamo Bier wurde über Wagen und Eisenbahn in ganz Texas und bis nach Kalifornien und Mexiko distribuiert. Die Brauerei nutzte einen artesischen Brunnen zur Wasserversorgung.
Die Brauerei war weiterhin erfolgreich: Bis zum Jahr 1903 wurde ein Jahresausstoß von 65.000 Barrel erreicht. Mit dem Beginn der Prohibition in Texas im Jahr 1918 wurde die Brauerei geschlossen.

### Gründung der zweiten Lone Star Brewing Company bis in die 1990er
Im Jahr 1940 akquirierte die George Muehlebach Brewing Company aus Kansas City (Missouri) die Champion Brewing Company an der Simpson Street (heute Lone Star Boulevard). Die Champion Brewing Company war das Produkt einer Restrukturierung der Sabinas Brewing Company, welche mit dem Ende der Prohibition im Jahr 1933 gegründet worden war. Die George Muehlebach Brewing Company erstand die Markenrechte an Lone Star Bier und firmierte die Champion Brewing Company in Lone Star Brewing Company um.
Am 19. April 1940 wurde das Produktflaggschiff „Lone Star Beer“ eingeführt, der Jahresausstoß betrug in diesem Jahr 39.000 Barrel. Am 2. September 1949 ging die Lone Star Brewing Company an die Börse.
1960 wurde der erste Schritt zur Expansion gemacht: Die Progress Brewing Company (Oklahoma City) wurde akquiriert, musste jedoch aus verschiedenen wirtschaftlichen Gründen im Jahr 1971 wieder geschlossen werden. 1965 erreichte die Brauerei einen Jahresausstoß von über einer Million Barrel. Seit den 1970er-Jahren wurde Lone Star Bier als „The National Beer of Texas“ vermarktet.
Zwischen 1976 und 1996 wechselte die Lone Star Brewing Company mehrere Male den Besitzer:
1976 wurde die Brauerei von der Olympia Brewing Company aufgekauft. Diese setzte die Produktion von Lone Star Bier in San Antonio fort, bis die Lone Star Brauerei 1983 von der G. Heileman Brewing Company gekauft wurde. Der Jahresausstoß betrug 1981 1.500.000 Barrel.
1996 übernahm die Stroh Brewery Company Heileman und schloss die Brauerei in San Antonio. Die Produktion von Lone Star Bier wurde nach Longview verlegt.
Als Teile der Stroh Brewing Company 1999 durch die Pabst Brewing Company übernommen wurden, wurde die Produktion von Lone Star Bier in die Pearl Brewing Company in San Antonio zurückverlegt. Diese wurde jedoch bereits nach einem Jahr wieder geschlossen, da ihre Anlagen veraltet waren. Die Produktion von Lone Star Bier wurde unter Lizenz an die Miller Brewing Company in Fort Worth gegeben.
Das ehemalige Verwaltungsgebäude der Lone Star Brewing Company beherbergt mittlerweile das San Antonio Museum of Art.
2015 wurde der Brauereikomplex der Lone Star Brewing Company an ein Unternehmen aus Austin (Texas) verkauft.